# Peperomia pseudomaculosa
Peperomia pseudomaculosa là một loài thực vật có hoa trong họ Hồ tiêu. Loài này được Callejas mô tả khoa học đầu tiên năm 2004.